# Saint-Martial-de-Mirambeau
Saint-Martial-de-Mirambeau là một xã trong tỉnh Charente-Maritime trong vùng Nouvelle-Aquitaine, tây nam nước Pháp. Xã Saint-Martial-de-Mirambeau nằm ở khu vực có độ cao từ 8-94 mét trên mực nước biển.

## Lịch sử biến động dân số
| Năm  | Dân số | Mật độ | Phần trăm của tổng |
| ---- | ------ | ------ | ------------------ |
| 1962 | 221    | -      | -                  |
| 1968 | 244    | -      | -                  |
| 1975 | 202    | -      | -                  |
| 1982 | 183    | -      | -                  |
| 1990 | 194    | -      | -                  |
| 1999 | 220    | 24/km² | 3.05%              |